# Cleòmenes de Nàucratis
Cleòmenes (grec antic: Kλεoμένης; ? - 322 aC) fou un general de l'antiga Grècia natural de Nàucratis (Egipte) que fou nomenat per Alexandre el Gran com a nomarca d'una part d'Egipte i terres adjacents la primavera del 331 aC. De facto, però, va governar tot Egipte i probablement va assolir el títol de sàtrapa. Aquest domini el va tornar avariciós i va espoliar Egipte tant com va poder.
Quan una manca de gra va afectar els països veïns, en va prohibir l'exportació, però quan els nomarques li van indicar que si no exportaven no podrien pagar els tributs, va autoritzar les exportacions, però va posar taxa d'exportació molt alta; una vegada que el preu del gra era de 10 dracmes, el va comprar tot i després el va vendre a 32 dracmes; els seus soldats foren obligats a cedir la paga d'un mes a l'any.
Alexandre li va encarregar la construcció d'Alexandria. Quan va comunicar al port principal, Canop, que els seus habitants serien transferits a la nova ciutat, els habitants li van pagar una gran suma per evitar-ho; però a mesura que la construcció va avançar, va exigir més diners, i com que la ciutat no va poder pagar, va tenir justificació per poder-los traslladar.
Una vegada un depenent seu fou mort per un cocodril, i tot seguit va ordenar de matar tots els cocodrils d'Egipte, però va revocar l'ordre quan els sacerdots es van mostrar disposats a pagar una gran suma per salvar aquestos animals sagrats. Una altra vegada va amenaçar als sacerdots de tancar els temples perquè comportaven moltes despeses, i els sacerdots, per evitar-ho li va haver d'entregar tots els tresors acumulats als temples i llavors van poder romandre oberts. Alexandre fou informat d'aquestos actes, però de moment no va fer res (va fer veure que no en sabia res). Però quan va tornar a Babilònia (323 aC) va escriure a Cleòmenes i li va dir que havia d'erigir a Alexandria un monument esplèndid dedicat a Hefestió i que si ho feia bé el perdonaria.
A la mort d'Alexandre el Gran (10/11 de juny del 323) es va procedir ràpidament al repartiment de l'Imperi entre els diàdocs. Egipte fou assignat al general Ptolemeu com a sàtrapa, i Cleòmenes va romandre com el seu segon (hiparc). No van passar gaires mesos quan Ptolemeu el va fer matar en sospitar que afavoria Perdicas. Ptolemeu es va apoderar dels seus tresors que es van valorar en vuit mil talents, una suma extraordinària en aquella època.